# Lijst van heersers van Aquitanië
Dit is een lijst van heersers van Aquitanië, een gebied dat in 1449 bij Frankrijk kwam.

## Hertogen van Aquitanië onder Frankische overheersing
In het Merovingische rijk was er een zelfstandig rijk Aquitanië dat door een gekozen hertog (dux) werd geregeerd. Afwisselend heersten er Merovingers en zelfstandige hertogen.
| Naam heerser | Periode       | Opmerking |
| ------------ | ------------- | --- |
| Charibert I  | 561 - 567     | Merovinger, zoon van Chlotharius I                                                                             |
| Onbekend     | 567 - 584     | Verschillende heersers                                                                                         |
| Gundowald    | 584 - 585     | Usurpator en Merovinger, zoon van Chlotharius I en bijvrouw                                                    |
| Desiderius   | 585 - 587     | Geen Merovinger                                                                                                |
| Austrovald   | 587 - 589     | Geen Merovinger, graaf van Toulouse                                                                            |
| Sereus       | 589 - 592     | Geen Merovinger                                                                                                |
| Vacant       | 592 - 629     | Chlotharius II heroverde het gebied, maar geen hertog.                                                         |
| Charibert II | 629 - 632     | Merovinger, zoon van Chlotharius II, zelfbenoemde hertog                                                       |
| Chilperik    | 632           | Merovinger, zoon van Charibert II.                                                                             |
| Boggis       | 632 - 660     | Geen Merovinger, zelfstandig Hertog                                                                            |
| Felix        | 660 - 670     | Geen Merovinger, leenman van de Franken, heerste ook over het hertogdom Gasconië                               |
| Lupus I      | 670 - 676/700 | Geen Merovinger, heerste ook over het hertogdom Gasconië, bondgenoot van de Visigotische koning Flavius Paulus |
| Odo          | 700 - 735     | Geen Merovinger, bondgenoot van de Frankische heerser Chilperik II                                             |
| Hunold       | 735 - 748     | Zoon van Odo, nam trad af als hertog en ging het klooster in                                                   |
| Waifar       | 748 - 767     | Zoon van Hunold, rebelleerde tegen de Franken                                                                  |
| Hunold II    | 767 - 769     | Zelfstandig hertog, werd uitgeleverd aan Karel de Grote.                                                       |
| Lupus II     | 768 - 781     | Was hertog van Gascogne                                                                                        |

## (Onder)koningen van Aquitanië
Na 778 wees Karel de Grote geen hertogen meer aan, Aquitanië kwam nu onder directe heerschappij van de Karolingen. In 781 wees hij zijn zoon Lodewijk als onderkoning aan. Na Lodewijk heersten verschillende andere leden van de Karolingen over deze regio. 
| Naam heerser          | Periode   | Opmerking                                                                        |
| --------------------- | --------- | -------------------------------------------------------------------------------- |
| Lodewijk de Vrome     | 781 - ?   | Zoon van Karel de Grote, Karolinger                                              |
| Willem met de Hoorn   | ? - 811   | Neef van Karel de Grote, mocht regeren tot de meerderjarigheid van Lodewijk      |
| Lodewijk de Vrome     | 811 - 817 | Creëerde de Spaanse Mark                                                         |
| Pepijn I              | 817 - 838 | Tweede zoon van Lodewijk                                                         |
| Karel de Kale         | 838 - 855 | Broer van Pepijn I, vocht om heerschappij met Pepijn II                          |
| Pepijn II             | 838 - 864 | Zoon van Pepijn I, werd in 852 gevangengenomen en liep over naar de Vikingen.    |
| Karel III             | 855 - 866 | Zoon van Karel de Kale, in 855 als hertog aangesteld                             |
| Lodewijk de Stamelaar | 866 - 879 | Zoon van Karel de kale, tevens koning van Frankrijk                              |
| Karloman II           | 880 - 884 | Zoon van Lodewijk, later ook koning van Frankrijk                                |
| Karel de Dikke        | 884 - 888 | Karel III de Dikke verenigt het Frankische Rijk, behalve het koninkrijk Provence |
| Ranulf II             | 888 - 890 | Geen Karolinger, slechts titulair koning van Aquitanië                           |
| Lodewijk III          | 982 - 986 | Zoon van Lotharius van Frankrijk, slechts titulair koning van Aquitanië          |

## Hertogen van Aquitanië

Wapenschild van de hertogen van Aquitanië

In 852 kozen de Karolingen weer hertogen van Aquitanië, daarna ook weer in 866. In latere tijden werd het hertogdom Aquitanië ook Guyenne genoemd. 
| Naam heerser         | Periode     | Opmerking                                                                       |
| -------------------- | ----------- | ------------------------------------------------------------------------------- |
| Ranulf I             | 852 - 866   | Uit het huis der Ramnilfids, ook graaf van Poitiers                             |
| Vacant               | 866 - 887   | Geen hertog                                                                     |
| Ranulf II            | 887 - 890   | Zoon van Ranulf I, noemde zichzelf koning van Aquitanië                         |
| Ebalus               | 890 - 893   | Onechte zoon van Ranulf II                                                      |
| Willem I             | 893 - 918   | Zoon van Bernard Plantevelue, en in 885 ook graaf van Auvergne                  |
| Willem II            | 918 - 926   | Neef van Willem I                                                               |
| Alfred van Aquitanië | 926 - 927   | Broer van Willem II                                                             |
| Ebalus               | 927 – 932   | Voor de tweede maal                                                             |
| Raymond I            | 932 - 936   | In 932 zwoer Raymond trouw aan de Franse koning en werd hertog                  |
| Raymond II           | 936 - 955   | Zoon van Raymond                                                                |
| Hugo de Grote        | 955 - 962   | Door Gerberga werd Hugo de Grote hertog van Bourgondië en Aquitanië benoemd.    |
| Willem III           | 962 - 963   | Zoon van Ebalus, lid van de Ramnufilds, doet afstand van zijn functies          |
| Willem IV            | 963 - 995   | Zoon van Willem III                                                             |
| Willem V             | 995 - 1030  | Zoon van Willem IV                                                              |
| Willem VI            | 1030 - 1038 | Zoon van Willem V, geen erfgenamen                                              |
| Otto                 | 1038 - 1039 | Zoon van Willem V, sneuvelde in de strijd                                       |
| Willem VII           | 1039 - 1058 | Oudste zoon van Willem V                                                        |
| Willem VIII          | 1058 - 1086 | Zoon van Willem V, leidde een kruistocht tegen de Moren                         |
| Willem IX            | 1086 - 1127 | Zoon van Willem VIII, nam deel aan de Eerste Kruistocht.                        |
| Willem X             | 1127 - 1137 | Zoon van Willem IX, geen mannelijke erfgenamen                                  |
| Eleonora             | 1137 - 1189 | Erfdochter van Willem IX, trouwde met de koning van Frankrijk en later Engeland |
| Lodewijk VII         | 1137 - 1152 | Koning van Frankrijk, regeerde via het recht van zijn vrouw                     |
| Hendrik (I)          | 1152 - 1172 | Koning van Engeland, regeerde via het recht van zijn vrouw                      |
| Richard I            | 1172 - 1199 | Zoon van Eleonora en Hendrik, koning van Engeland                               |
| Jan I                | 1199 - 1216 | Zoon van Eleonora en Hendrik, koning van Engeland                               |
| Hendrik (II)         | 1216 - 1272 | Zoon van Jan I, koning van Engeland                                             |
| Eduard I             | 1272 - 1306 | Zoon van Hendrik, koning van Engeland                                           |
| Eduard II            | 1306 - 1325 | Zoon van Eduard I, koning van Engeland                                          |
| Eduard III           | 1325 - 1362 | Zoon van Eduard II, koning van Engeland                                         |
| Eduard               | 1362 - 1376 | Zoon van Eduard III, prins van Wales                                            |